# Манчини, Франческо (художник, 1830)
Франче́ско Джова́нни Манчи́ни (итал. Francesco Giovanni Mancini; 19 января 1830 или 23 января 1829, Неаполь, Королевство обеих Сицилий — 24 июля 1905, Неаполь, Италия) — итальянский художник.

## Биография
Родился в Неаполе в 1830 (по другим данным — в 1829) году. Ученик Габриеле Змарджасси. Автор многих сотен жанровых и пейзажных полотен. Был очень популярен при жизни — участвовал в выставках не только по всей Италии, но и в Париже, Вене, Мюнхене, где был благосклонно встречен публикой и критиками. Живописные полотна Манчини характеризовались яркостью красок и внимательностью к деталям, за что он получил прозвище «Лорд». Его картины с успехом продавались не только в Европе, но и в США.
Среди основных его произведений (указан год и место первого показа):
- Неаполь, 1877: La strada ferrata, Torcino (серия из четырёх картин), Una rupe
- Турин, 1880: Marina di Capri, Marina di Casamicciola, Capo Pescara, Marina di Napoli, Approdo delle barche di Sorrento, Marina a Pozzuoli, Veduta di tre Monti
- Милан, 1881: Nel bosco, Mercato a Popoli negli Abruzzi
- Рим, 1883: Una zingara, Dopo il pascolo, Sport, Dopo la vendemmia
- Турин, 1884:  Dopo il pascolo
- Венеция, 1887: Amalfi, Pompei, San Marco

## Награды
- Кавалер ордена Короны Италии[3]